# Maurice Feder
Pour les articles homonymes, voir Feder.
Maurice Feder, né le 24 janvier 1912 à Nancy où il est mort le 7 juin 2000, est un prêtre du diocèse de Nancy.
Chef d'établissement de l'enseignement secondaire, professeur de grec, il fut l'un des principaux disciples de Pierre Faure. Il est surtout connu par sa réalisation d'un « collège sans classe » où il a utilisé avec succès les méthodes d'un enseignement personnalisé et communautaire.

## Biographie
Maurice Feder est né le 24 janvier 1912 à Nancy. Il appartenait à une fratrie de 6 garçons, dont 4, y compris lui-même, furent prêtres,. 
Il effectua toutes ses études à l’école Saint-Sigisbert, l'une des plus réputées de Nancy, où il exercera plus tard comme professeur une fois obtenue sa licence de Lettres classiques, puis pendant 11 ans comme directeur. 
Après des études au séminaire de Bosserville, il fut ordonné prêtre en 1935. Dans un premier temps, Il effectua un remplacement dans une paroisse ouvrière, à Joudreville.
Officier de réserve chez les chasseurs à pied, il participa à la guerre de 1939-40 en tant que commandant de section. Puis il entra dans la Résistance, menant en Haute-Marne des actions téméraires contre l'occupant rendu nerveux par l'avance des alliés. De 1951 à 1954, il fut aumônier militaire en Indochine. Il obtint deux citations et fut élevé au grade de chevalier dans l'ordre de la Légion d’honneur à titre militaire.
Après Dien-Bien-Phu, il revint en France pour se consacrer exclusivement aux jeunes et à l'éducation. Il fut d'abord directeur d’un collège à Chartres pendant deux ans. Puis, pendant 11 ans, Maurice Feder fut directeur de l'école St Sigisbert à Nancy. Il s’est fortement engagé pour introduire dans l'enseignement libre des contrats avec l'État. Il commença à développer les méthodes actives préconisées par Pierre Faure. À cette époque, il occupa également des fonctions nationales dans l'enseignement catholique en devenant secrétaire général du Syndicat national des chefs d’établissements d’enseignement libres (SNCEEL).
En 1967, Maurice Feder fut nommé directeur d'une des écoles les plus pauvres de son diocèse à Longwy, à la frontière belge et luxembourgeoise. Il fit de cette école un haut-lieu de la pédagogie en mettant en œuvre, de manière très concrète, l’enseignement personnalisé et communautaire, avec suppression des classes et des cours magistraux au profit d'ateliers et de salles de travail personnalisé. Personne jusque-là n'avait poussé aussi loin les idées de Pierre Faure. 
Mais, parallèlement à ses fonctions de direction, sa formation universitaire en Lettres classiques avait fait de lui un humaniste passionné de la langue et de la culture grecques. Pendant des années, il organisa des voyages en Grèce pour une quarantaine de jeunes chaque été. Ce fut le dernier volet de sa vie active.
De 1974 à 1984, il se retira à Angers et devint conseiller pédagogique de l’AIRAP, Association Internationale de Recherche et d'Animation Pédagogiques. Il organisa des sessions de formation pédagogique ou des visites d'écoles en France et à l'étranger, notamment en Tunisie, en Belgique, au Canada et en Inde.
Il revint ensuite à Nancy habitant d’abord seul dans un petit appartement, puis, son état de santé s’aggravant, dans une maison de retraite pour prêtres âgés. Il a alors écrit un ouvrage intitulé « Un autre collège, un collège autre » qui rassemble des écrits sur sa conception de l'enseignement au lendemain de la crise de 1968. Il s’est éteint le 7 juin 2000.

## Personnalité
Tout au long de sa vie, Maurice Feder fut au service de l’Église. Il était aussi traditionnel sur la théologie, pensant qu’en catéchèse, il n’y avait pas de recherche à mener, mais un enseignement d’autorité à donner[source insuffisante].

## Expérience d’un collège sans classe
L’École Secondaire Privée de Longwy, où Maurice Feder a été nommé directeur, fonctionnait mal. Beaucoup d’élèves étaient en difficulté. Dans cette cité ouvrière peuplée de nombreux travailleurs émigrés, beaucoup de familles étaient pauvres et parlaient peu ou mal le français. Pour Maurice Feder, le système officiel de l’Éducation nationale ne convenait pas. L’école étant sous contrat d’association avec l’État, Il a demandé au Rectorat la liberté des horaires, des programmes, et des méthodes et il a obtenu satisfaction. L’expérience pouvait donc commencer. 
Il a alors mis en œuvre les méthodes préconisées par Pierre Faure[source insuffisante] . Il a supprimé les classes pour les remplacer par des salles de travail spécialisées. Les jeunes pouvaient choisir librement les matières et les exercices de leur niveau. Ils pouvaient consulter les livres dont ils avaient besoin, les camarades compétents ou le maître présent. Les seules matières obligatoires étaient le français, les mathématiques et… l’éducation physique. Les autres matières étaient facultatives. Les professeurs étaient présents toute la journée, à la disposition de ceux qui avaient besoin d’eux. Il n’y avait plus de cours magistraux. Les enseignants étaient là pour guider les élèves dans leurs choix, les aider à progresser et procéder, lorsque c’était nécessaire, à des contrôles ou à des évaluations.
Chaque jour, en fin de travail personnalisé, les élèves se retrouvaient par âge et par 25 au maximum en « conseil d’animation » sous la responsabilité d’un professeur principal. Ils pouvaient échanger sur leurs méthodes de travail, leurs succès, leurs difficultés. C’était aussi l’occasion de partager les responsabilités pour la bonne marche de leur groupe ou de leur école. Enfin Maurice Feder organisait pour tous les élèves et tous les adultes de l'établissement, enseignants et personnels de service, une « Assemblée quotidienne », évoquant la démocratie directe de l’antique Athènes[source insuffisante]. N’importe qui, jeune ou adulte, pouvait prendre la parole et tous les sujets étaient permis. Chacun se sentait pris au sérieux et considéré. Les résultats ne se firent pas attendre. Le climat de l'école s’est trouvé transformé. On y trouvait des enfants que le travail scolaire passionnait et des enseignants enthousiastes.[réf. nécessaire] La réussite aux examens officiels s’était nettement améliorée. Depuis, d’autres collèges en France et dans plusieurs pays, notamment en Amérique Latine, fonctionnent sur ce même modèle,[source insuffisante].

## Conception de l'enseignement du grec
Maurice Feder, brillant helléniste, a toujours tenu à enseigner le grec même lorsqu’il était déjà fort occupé par la direction d’écoles. Pour lui, le grec est la source de notre[Qui ?] pensée, de notre culture et de notre civilisation. La place qui lui est réservée dans l'enseignement secondaire lui parait dérisoire. 
C'est pourquoi, tous les ans, Maurice Feder emmenait un groupe d’élèves hellénistes en Grèce. Il a ainsi entrepris une cinquantaine de voyages dans la péninsule. Près de deux mille élèves de France et souvent lorrains ont profité de ces séjours, visitant la Grèce pour la découvrir sous tous ces aspects.

## Publications
- 1980 : Un collège sans classe ça existe, Editions ESF, 111 p.
- 1998 : Un autre collège, un collège autre, Dynado copie, 201 p.